# アルマンサの戦い
アルマンサの戦い（Battle of Almansa）は、スペイン継承戦争における戦闘の1つで、1707年4月25日に現在のスペイン・カスティーリャ＝ラ・マンチャ州アルバセーテ県の都市アルマンサでイギリス・オランダ・ポルトガル同盟軍とスペイン・フランス連合軍が衝突した。

## 経過
1706年のスペイン王フェリペ5世による第2次バルセロナ包囲戦が失敗すると、ポルトガル・カタルーニャ・バレンシアの同盟軍はフェリペ5世を支持するカスティーリャの首都マドリードへ進軍、ゴールウェイ伯ヘンリー・デ・マシュー・ピーターバラ伯チャールズ・モードント・カール大公らはフェリペ5世が放棄したマドリードへ入城した。しかし、住民の頑強な抵抗に遭いバレンシアへ撤退、フェリペ5世がマドリードへ戻り戦線は仕切り直しとなった。
1707年、問題行動の多いピーターバラはイギリスへ召還、ゴールウェイがイギリス軍司令官となり、ミナス侯アントニオ・ルイス・デ・ソーサと共にバレンシアからマドリードへの再進出を決定したが、カール大公はバレンシアの守備に残され、ゴールウェイはオランダ・ポルトガル同盟軍を率いているとはいえ中途半端な出陣となった。一方、フェリペ5世の下に派遣されていたフランス軍の将軍・ベリック公ジェームズ・フィッツジェームズはマドリードから東進、フェリペ5世の苦境を救うべく祖父のフランス王ルイ14世もスペインに援軍を送っていた。
4月25日、両軍はマドリード東方のアルマンサで衝突、大砲の砲撃から合戦が始まり、スペイン・フランス連合軍右翼の騎兵隊と歩兵隊が合わせてイギリス軍左翼を敗走、中央はイギリス・ポルトガル歩兵隊とユグノー連隊が奮戦したが、スペイン軍左翼のフランス騎兵隊は同盟軍右翼のポルトガル騎兵隊を蹴散らし、同盟軍は側面から攻撃され敗走、ゴールウェイは5000人の敗残兵を連れてカタルーニャへ逃れたが、残りは戦死か捕虜となり、戦いは連合軍の完勝に終わった。
スペイン・フランス連合軍の死傷者3500人に対しイギリス・ポルトガル同盟軍の損害は死傷者5000人、捕虜12000人にも達した。この戦いにはカミザールの乱でフランスに反乱を起こしていたジャン・カヴァリエが同盟軍に加わっていて、ユグノー連隊を率いてイギリス軍の下で戦っていた。
戦後ベリックはスペインの同盟軍拠点の制圧に向かい、バレンシアを5月に落とした。フランスからの援軍を連れたオルレアン公フィリップ2世もアラゴンを平定、カール大公の拠点はカタルーニャしか無くなってしまい、11月にはバレンシアの都市レリダもスペイン軍に落とされ、スペインの同盟軍は大打撃を受けてフェリペ5世はスペインの大半を制圧していった。